# Presidente do Governo das Ilhas Baleares
O Presidente do Governo das Ilhas Baleares (em castelhano: Presidente del Gobierno de las Islas Baleares; em catalão: President del Govern de les Illes Balears) é a pessoa que detém a chefia de governo e a mais alta representação institucional das Ilhas Baleares, uma das 17 comunidades autônomas que compõem a Espanha. É também, juntamente com os seus conselheiros, responsável pela sua gestão perante o Parlamento das Ilhas Baleares, a quem deve prestar contas nas sessões de controle. Além disso, nomeia os membros do Governo, dirige e coordena as suas ações.
De acordo com o Estatuto de Autonomia das Ilhas Baleares, o presidente é eleito por sufrágio indireto pelo Parlamento regional para um mandato de quatro anos e é nomeado pelo rei. O referido mandato pode ser renovado, desde que goze da confiança suficiente da câmara, por vezes ilimitadas. Em caso de morte, destituição, demissão ou renúncia de um presidente, este pode ser substituído pelo vice-presidente, pelo presidente do parlamento ou pelo conselheiro com maior idade. Recebe também o título vitalício de "Molt Honorable Senyor".
Foram seis as pessoas que tomaram posse e oito presidências, já que Jaume Matas e Francesc Antich cumpriram dois mandatos não consecutivos e são contados em ordem cronológica, como 3º e 5º presidente no caso de Matas, e como 4º e 6º presidente no caso de Antich. Dos eleitos para o cargo, dois renunciaram e dois foram indiciados em casos de corrupção. O primeiro presidente foi Gabriel Cañellas, que foi empossado em 1983 após as primeiras eleições regionais depois da conquista da autonomia das Baleares. Cristòfol Soler foi o que menos permaneceu no cargo, com apenas dez meses e dezessete dias, enquanto Gabriel Cañellas, com seus 12 anos, 1 mês e 22 dias no cargo, foi o que mais permaneceu e o único presidente que serviu a mais de duas legislaturas. A atual presidente é a popular Marga Prohens, que assumiu o cargo pela primeira vez a 7 de julho de 2023.

## Antecedentes

### Deputação provincial
As Deputações provinciais  tiveram sua origem nas Cortes de Cádiz em 1812, embora o reinado absolutista de Fernando VII tenha feito com que não fossem constituídos até 1833, coincidindo com a divisão provincial de Javier de Burgos. Esta veio a substituir a Audiência, órgão criado a partir dos Decretos do Novo Plano com poderes políticos e militares. A Deputação provincial era um órgão da administração local com poucas competências em matéria de cultura, beneficência e obras públicas. Era composta por um número determinado de deputados, eleitos indiretamente de acordo com a composição dos conselhos municipais da província, dos quais era eleito o seu presidente.
A criação das deputações provinciais deve ser enquadrada no desenvolvimento do Estado liberal, centralizado e uniforme do século XIX. Nesse sentido, é digno de nota que enquanto em áreas com identidade própria a divisão provincial supôs uma fragmentação do território — Catalunha e Galiza foram divididas em quatro províncias, os reinos de Valência e Aragão em três províncias — no caso das Baleares, implicava um duplo centralismo, uma vez que todos os poderes se concentravam em Maiorca e nas tradicionais delegações que existiam, praticamente desde a Idade Média, nas ilhas de Minorca e Ibiza. Esta situação se refletiria durante a elaboração do Estatuto de Autonomia quando da elaboração da composição do parlamento autônomo, entre os que são a favor de uma representação proporcional à população e os que são a favor de uma representação equitativa entre Maiorca e o restante das ilhas.
A Deputação Provincial das Ilhas Baleares tinha sua sede no Palau Reial, localizado na rua do mesmo nome em Palma de Maiorca, e onde o Conselho Insular de Maiorca tem sua sede desde a Transição. A deputação continuou a existir até 1979, ano em que todas as suas competências foram transferidas para os conselhos da ilha, embora legalmente não seria dissolvida definitivamente até a formação do primeiro Governo Balear em 1983.

### Conselho Geral Interinsular
A Constituição espanhola de 1978 previa a organização do Estado em comunidades autônomas. As diferentes regiões e nacionalidades históricas poderiam aceder à autonomia por duas vias: a chamada via rápida (artigo 151) e a chamada via lenta ou comum (artigo 143). Durante o processo, a província ou províncias poderiam solicitar ao Congresso dos Deputados o regime pré-autônomo, como um período de transição do centralismo para o autogoverno. Em 13 de junho de 1978, o Conselho Geral Interinsular foi criado por decreto real, um órgão pré-autônomo para as Ilhas Baleares que substituiu a Deputação Provincial das Ilhas Baleares e tinha alguns poderes muito básicos em matéria de higiene e cultura, embora sua principal função fosse a elaboração de um estatuto de autonomia para o arquipélago. Em 1 de março de 1983, entrou em vigor o Estatuto de Autonomia das Ilhas Baleares, portanto o Conselho Geral Interinsular foi extinto e sucedido pelo Governo das Ilhas Baleares.
Durante os cinco anos de existência da instituição, duas pessoas a presidiram, ambas do partido União de Centro Democrático (UCD). O primeiro, Jeroni Albertí, renunciou em 1982 para concentrar seus esforços na criação de um partido regionalista com uma ideologia centrista, a futura Unió Mallorquina (UM). Ele foi sucedido pelo então vice-presidente, o menorquino Francesc Tutzó; durante seu mandato as Cortes Gerais aprovaram o estatuto de autonomia das Ilhas Baleares. Tutzó permaneceu no cargo até junho de 1983, quando, após as eleições autônomas daquele ano, foi formado o primeiro governo na história autônoma das Ilhas Baleares.

#### Presidentes
| Presidência | Presidente     | Início da Presidência  | Fim da Presidência     | Partido                     | Vice-presidente |
| ----------- | -------------- | ---------------------- | ---------------------- | --------------------------- | --------------- |
| 1           | Jeroni Albertí | 24 de julho de 1978    | 27 de setembro de 1982 | União de Centro Democrático | Francesc Tutzó  |
| 2           | Francesc Tutzó | 27 de setembro de 1982 | 10 de junho de 1983    | União de Centro Democrático | Miguel Llompart |

## Lista de Presidentes do Governo das Ilhas Baleares
Partidos: 
| Presidência | Presidente                                              | Presidente                                        | Presidente                                        | Início da Presidência       | Fim da Presidência  | Partido             | Legislatura                                                | Vice-presidente                                            | Vice-presidente                                           |
| ----------- | ------------------------------------------------------- | ------------------------------------------------- | ------------------------------------------------- | --------------------------- | ------------------- | ------------------- | ---------------------------------------------------------- | ---------------------------------------------------------- | --------------------------------------------------------- |
| 1           |                                                         |                                                   | Gabriel Cañellas                                  | 9 de junho de 1983          | 1 de agosto de 1995 | PP                  | I (1983)                                                   |                                                            | Joan Huguet (9 de junho de 1983—22 de setembro de 1991)   |
| 1           | II (1987)                                               |                                                   | Gabriel Cañellas                                  | 9 de junho de 1983          | 1 de agosto de 1995 | PP                  |                                                            |                                                            | Joan Huguet (9 de junho de 1983—22 de setembro de 1991)   |
| 1           | III (1991)                                              | Vago (22 de setembro de 1991—18 de junho de 1993) | Vago (22 de setembro de 1991—18 de junho de 1993) | 9 de junho de 1983          | 1 de agosto de 1995 | PP                  |                                                            |                                                            |                                                           |
| 1           | IV (1995)                                               |                                                   | Gabriel Cañellas                                  | 9 de junho de 1983          | 1 de agosto de 1995 | PP                  | Rosa Estaràs (18 de junho de 1993—1 de agosto de 1995)     |                                                            |                                                           |
| 2           | IV (1995)                                               |                                                   |                                                   | Cristòfol Soler             | 1 de agosto de 1995 | 18 de junho de 1996 | PP                                                         |                                                            | Rosa Estaràs                                              |
| 3           | IV (1995)                                               |                                                   |                                                   | Jaume Matas                 | 18 de junho de 1996 | 27 de julho de 1999 | PP                                                         | Vago                                                       | Vago                                                      |
| 4           |                                                         |                                                   | Francesc Antich                                   | 27 de julho de 1999         | 27 de junho de 2003 | PSOE                | V (1999)                                                   |                                                            | Pere Sampol                                               |
| 5           |                                                         |                                                   | Jaume Matas (segundo mandato)                     | 27 de junho de 2003         | 6 de julho de 2007  | PP                  | VI (2003)                                                  |                                                            | Rosa Estaràs                                              |
| 6           |                                                         |                                                   | Francesc Antich (segundo mandato)                 | 6 de julho de 2007          | 18 de junho de 2011 | PSOE                | VII (2007)                                                 | Vago                                                       | Vago                                                      |
| 7           |                                                         |                                                   | José Ramón Bauzá                                  | 18 de junho de 2011         | 2 de julho de 2015  | PP                  | VIII (2011)                                                |                                                            | José Ignacio Aguiló 18 de junho de 2011—2 de maio de 2013 |
| 7           | Antonio Gómez 2 de maio de 2013—3 de julho de 2015      |                                                   | José Ramón Bauzá                                  | 18 de junho de 2011         | 2 de julho de 2015  | PP                  | VIII (2011)                                                |                                                            |                                                           |
| 8.ª         |                                                         |                                                   | Francina Armengol                                 | 2 de julho de 2015          | 19 de junho de 2023 | PSIB-PSOE           | IX (2015)                                                  |                                                            | Gabriel Barceló 3 de julho de 2015-13 de dezembro de 2017 |
| 8.ª         | Bel Busquets 13 de dezembro de 2017-27 de junho de 2019 |                                                   | Francina Armengol                                 | 2 de julho de 2015          | 19 de junho de 2023 | PSIB-PSOE           | IX (2015)                                                  |                                                            |                                                           |
| 8.ª         | X (2019)                                                |                                                   | Francina Armengol                                 | 2 de julho de 2015          | 19 de junho de 2023 | PSIB-PSOE           | Juan Pedro Yllanes 27 de junho de 2019-19 de junho de 2023 |                                                            |                                                           |
| -           | X (2019)                                                | sinmarco                                          |                                                   | Mae de la Concha (interina) | 19 de junho de 2023 | 7 de julho de 2023  | Podemos                                                    | Juan Pedro Yllanes 19 de junho de 2023-10 de julho de 2023 |                                                           |
| 9.ª         |                                                         |                                                   | Marga Prohens                                     | 7 de julho de 2023          | atualidade          | PP                  | XI (2023)                                                  |                                                            | Antoni Costa 10 de julho de 2023-atualmente               |

## Atribuições
O Estatuto de Autonomia das Ilhas Baleares, bem como suas reformas subsequentes, estabelecem os poderes e deveres do presidente. Estabelece que o presidente da comunidade é um dos elementos integrantes da organização institucional autônoma, juntamente com o Parlamento, Governo e Conselho Insular.

### Poder Legislativo

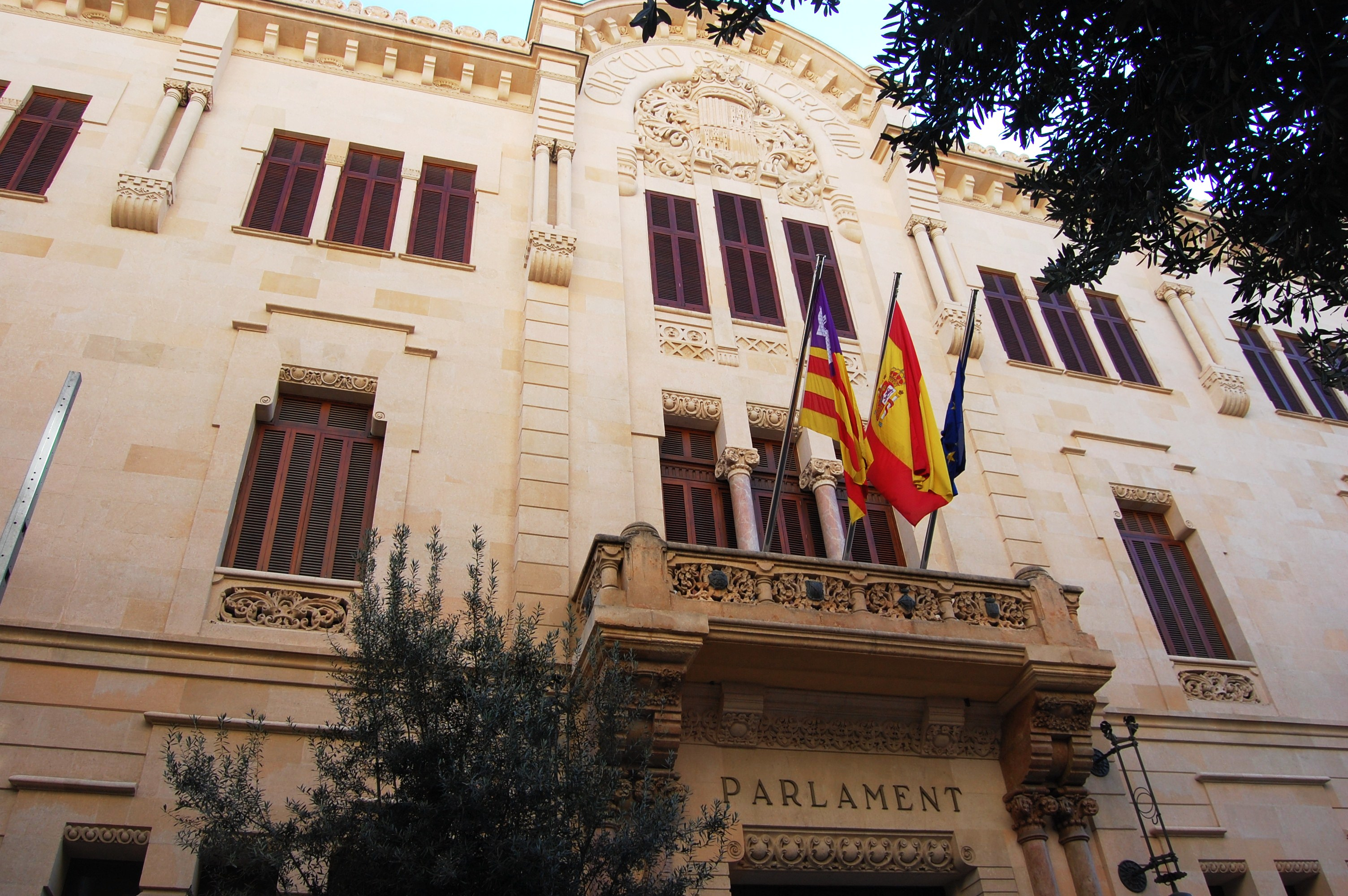
Parlamento das Ilhas Baleares em Palma de Maiorca, sede do poder legislativo.

A primeira atribuição conferida ao presidente pelo Estatuto de Autonomia das Ilhas Baleares é o dever de promulgar as leis. O poder legislativo reside, através da soberania popular, no Parlamento, o órgão responsável pela elaboração de projetos de lei e sua aprovação ou rejeição. Mesmo assim, uma lei não entra em vigor até que, como estabelecido no artigo 27, seção 2, do Estatuto de Autonomia de 1983, "seja promulgada em nome do rei pelo presidente da comunidade autônoma". A promulgação torna-se efetiva com a publicação da lei ou decreto no Boletim Oficial das Ilhas Baleares (BOIB) e no Boletim Oficial do Estado (BOE) dentro de um período máximo de duas semanas após sua aprovação no Parlamento.
Além disso, o presidente pode criar normas com força de lei, desde que o Parlamento delegue este poder ao Poder Executivo. A delegação do poder de fazer leis é regida pelos artigos 82, 83 e 84 da Constituição espanhola de 1978. Entretanto, o Presidente não possuirá este poder caso a lei que ele dita precise de uma maioria especial para ser aprovada pelo Parlamento.
Em 2007, com a elaboração de um novo estatuto de autonomia que substituiu o estatuto de 1983, foi incluída uma série de novos aspectos relativos à relação entre o presidente das Ilhas Baleares e a legislatura que haviam sido omitidos no texto anterior. Foi estabelecido que o presidente tem o poder de dissolver o Parlamento antes do final dos quatro anos da legislatura completa, embora ele não possa fazê-lo enquanto uma moção de censura estiver pendente ou se a câmara legislativa já tiver sido dissolvida no ano corrente. Ele também pode convocar novas eleições para o Parlamento por decreto, que também fixa a data das eleições. Ambas as ações ocorrem após a decisão de um decreto presidencial e, de acordo com o artigo 54, devem ser feitas "com deliberação prévia do Conselho de Governo das Ilhas Baleares e sob sua exclusiva responsabilidade". Ao mesmo tempo, ele preside a Conferência de Presidentes, composta pelo próprio presidente autônomo e pelos respectivos presidentes dos conselhos insulares de Maiorca, Minorca, Ibiza e Formentera. Nele, seus membros discutem uma série de questões de interesse comum para as quatro ilhas. Até 2025, haviam realizadas três conferências: a primeira em 2007, presidida por Jaume Matas, a segunda em 2009, com Francesc Antich no Consulado do Mar, e uma terceira em 2012, convocada por José Ramón Bauzá.

### Funções do Presidente

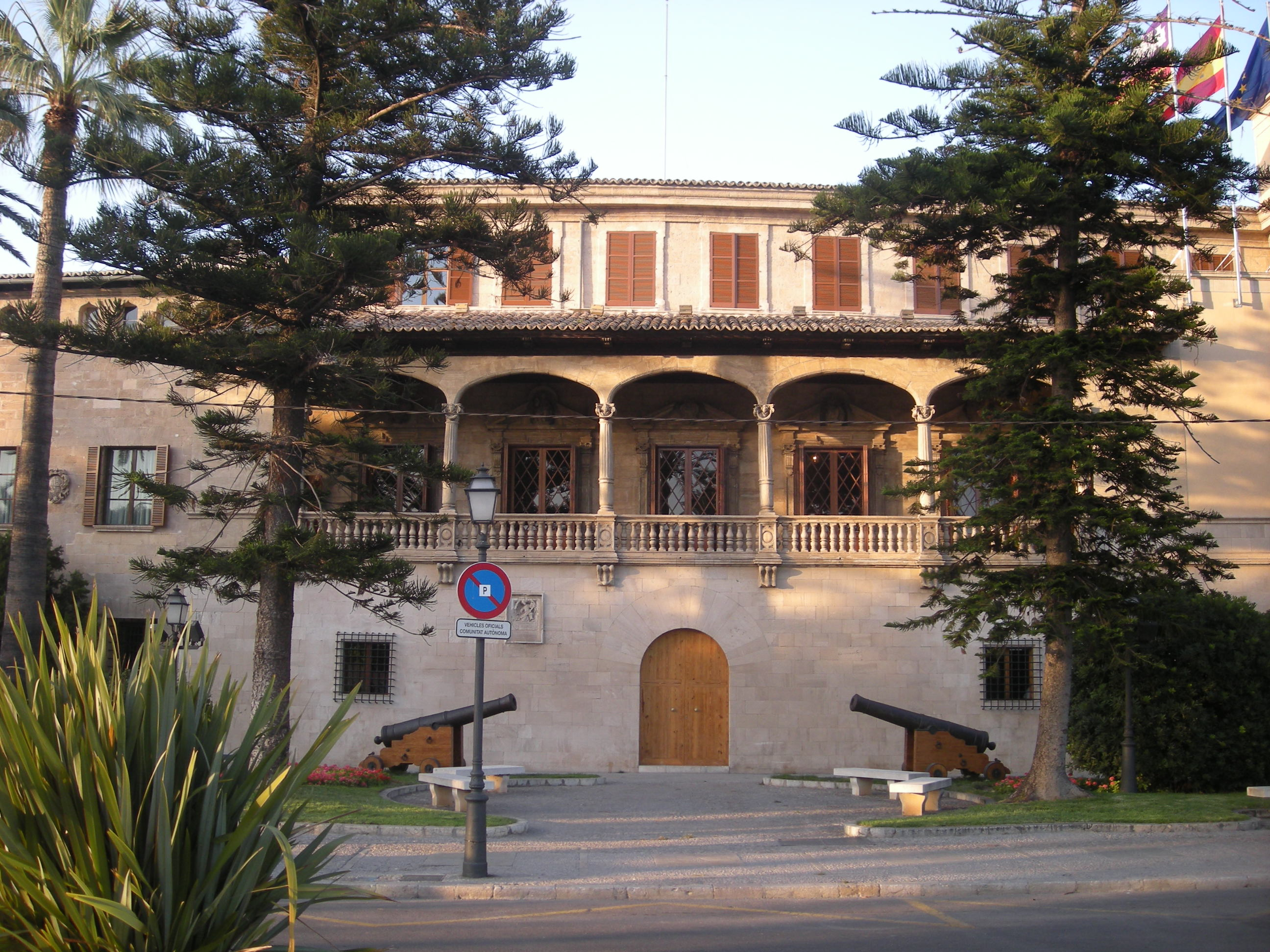
Consulado do Mar, sede da presidência balear.

As funções do Presidente das Ilhas Baleares constam do artigo 55.º do Estatuto da Autonomia de 2007. É o chefe do Poder Executivo da Comunidade Autônoma, estando a cargo da direção e coordenação do Conselho de Governo. O presidente pode nomear e destituir o vice-presidente - se houver, já que não é uma figura obrigatória - e os demais membros (conselheiros) do Conselho de Governo, bem como delegar temporariamente algumas de suas funções aos membros do governo. Além disso, constitui uma figura institucional cujo papel é o de mais alto representante da comunidade balear.
O Estatuto de Autonomia contempla a preponderância do presidente em colocar ao Parlamento uma moção de confiança sobre algum aspecto de seu programa ou de sua presidência. Para fazer isso, ele deve ter concordado com o Conselho de Governo e este último ter-lhe dado seu apoio. A moção pode ser aprovada por maioria simples. Se for rejeitada, o presidente terá de apresentar sua renúncia, razão pela qual os presidentes só as levantam quando o seu partido tem maioria absoluta ou conta com o apoio de várias bancadas parlamentares. A última vez que esta ferramenta parlamentar foi sugerida foi em 2010; Francesc Antich governava em minoria e o grupo Popular instou repetidamente o então presidente a levantar uma moção de confiança, pois eles consideravam que "Antich quer governar sem o Parlament". Da mesma forma, o presidente é politicamente responsável perante o Parlamento, que pode exigir sua responsabilidade como representante do povo das Baleares por meio de uma moção de censura. Para que seja efetivada, 15% dos deputados devem ser apoiá-la e a mesma deve ser aprovado por maioria absoluta. O grupo ou grupos da câmara que iniciam a moção também devem propor um novo candidato para a presidência. Se a moção for aprovada, o presidente se demitirá e o indicado apresentado será nomeado pelo rei, enquanto que se a moção for rejeitada, seus signatários não poderão levantar outra moção durante o restante da legislatura.
Seu estatuto legal é o mesmo que o dos outros membros do Parlamento. O presidente goza de imunidade parlamentar, um privilégio especial que os membros das câmaras legislativas possuem, pelo qual só podem ser julgados por crimes cuja jurisdição corresponda ao Tribunal Superior de Justiça das Ilhas Baleares (TSJIB) ou à Sala Penal do Supremo Tribunal no caso de o presidente não estar presente na comunidade autônoma. Entretanto, o privilégio se perde - exceto pela inviolabilidade das opiniões expressas - quando o presidente deixa o Consulado do Mar ou a Câmara, o que permitiu que Cañellas e Matas fossem processados pela Justiça Criminal de Palma de Maiorca. O regime jurídico do presidente das Baleares, assim como o sistema de sua eleição e outras atribuições são regidos por uma lei, aprovada pelo parlamento por maioria absoluta em 2001.
Em caso de ausência ou doença temporária do presidente das Baleares, o mais alto representante da comunidade autônoma será o presidente do parlamento. Isto não diminui o fato de que o presidente pode delegar algumas de suas funções ao vice-presidente - se houver - ou a outro membro do Conselho de Governo de maneira interina. Da mesma forma, fica estipulado que, em caso de morte, renúncia ou demissão do presidente, ele será sucedido pelo vice-presidente, pelo presidente do parlamento ou pelo deputado balear mais antigo.
Por outro lado, o cargo de Presidente das Ilhas Baleares é incompatível com qualquer outro cargo público em nível autônomo, insular ou local. O Estatuto de Autonomia não faz referência à compatibilidade da presidência com atividades do setor privado; no entanto, o artigo 2 da Lei sobre o Presidente das Ilhas Baleares, acima mencionada, estabelece com maior precisão as incompatibilidades presidenciais:

Artigo 4. Da incompatibilidade
1. O cargo de Presidente é incompatível com o exercício de qualquer outro cargo público, assim como com qualquer atividade profissional, comercial ou industrial. Da mesma forma, a legislação específica sobre incompatibilidades dos membros do Governo e altos funcionários da Comunidade Autônoma das Ilhas Baleares também é aplicável.
2. Em qualquer caso, o cargo de presidente é compatível com as seguintes atividades:

a) O desempenho das funções relativas ao estatuto de parlamentar e aquelas de natureza representativa em instituições, órgãos ou entidades de natureza pública quando derivam da condição de presidente.
b) As atividades correspondentes à administração de bens pessoais e familiares.
c) O exercício de cargos representativos, sem remuneração, em um partido político.
d) O exercício de cargos honorários em instituições, organismos ou entidades de caráter social, assistencial ou não lucrativo.—  Lei 4/2001, de 14 de março, do Governo das Ilhas Baleares.
Esta situação desencadeou que durante toda a VIII legislatura (2011-2015), os grupos de oposição - PSOE e PSM-Acordo Nacionalista - repreendessem Bauzá pela posse de uma farmácia na localidade de Pont d'Inca Nou, no município de Marratxí. José Ramón Bauzá invocou o ponto 2B do artigo 4 da Lei do Presidente das Ilhas Baleares, enquanto os opositores acima mencionados, especialmente o economista Biel Barceló, defenderam que a apoteca constitui um benefício econômico para o presidente, de modo que seria incluída no ponto 1 do referido artigo.

## Processo de Eleição

### Elegibilidade
O artigo 41 do Estatuto de Autonomia estabelece os requisitos para alguém ser considerado elegível para eleição como presidente, que são os mesmos que para ser eleito como deputado autônomo. Um candidato à presidência das Ilhas Baleares deve ser um cidadão espanhol, residente no arquipélago e estar inscrito nas listas eleitorais. Além disso, ele ou ela deve ter mais de 18 anos de idade e estar em pleno exercício de seus direitos civis e políticos.
A duração do mandato do presidente, do vice-presidente, dos conselheiros e dos deputados autônomos das Ilhas Baleares é de quatro anos, conforme estipulado nos artigos 40, 51, 63, bem como na Terceira Disposição Adicional do Estatuto de Autonomia. Apesar disso, não há limite para o número de mandatos no estatuto ou em qualquer outro lugar na legislação das Baleares. É por isso que Gabriel Cañellas governou por três legislaturas consecutivas e foi eleito para uma quarta.
De acordo com o Artigo 55 do Estatuto e a Lei do Governo das Ilhas Baleares, o cargo de presidente é incompatível com o exercício de qualquer outro cargo público, com exceção de ser um membro do Parlamento das Ilhas Baleares. Geralmente isto não tem sido um problema, pois os candidatos se demitem de seus postos no momento da tomada de posse. Dois presidentes renunciaram a seus cargos ao se tornarem presidentes; Soler deixou a presidência do Parlamento em 1995 e Matas fez o mesmo com a Secretaria de Economia e Finanças quando substituiu seu antecessor um ano depois. Ao mesmo tempo, vale mencionar que vários presidentes se demitiram de seus cargos meses antes de serem eleitos. Assim, Matas renunciou ao cargo de Ministro do Meio Ambiente para concorrer às eleições regionais de 2003, Antich deixou seu assento no Congresso dos Deputados alguns meses antes das eleições de 2007 e Bauzá não concorreu à reeleição como prefeito de Marratxí em 2011.

### Designação de candidatos e campanha

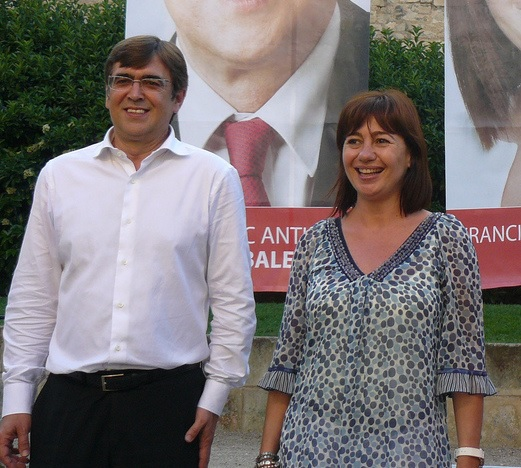
Francesc Antich e Francina Armengol durante a campanha eleitoral de 2011

A campanha eleitoral para as eleições regionais começa durante a primeira semana de maio e dura geralmente de duas a três semanas. Por outro lado, vale mencionar uma pré-campanha que começa já em abril e/ou logo após os partidos indicarem seus candidatos. A forma de seleção dos candidatos pode ser por meio da realização de primárias internas - incomum -, embora a mais frequente seja o partido apresentar seu presidente ou secretário-geral como cabeça da lista.
Durante a campanha, os candidatos percorrem várias localidades do arquipélago; são realizados comícios e eventos nos quais participam também candidatos de outros órgãos governamentais, como prefeituras ou conselhos insulares, ou membros do executivo nacional - no caso dos partidos políticos de nível nacional - do partido que apoia o candidato à presidência das Baleares. Os candidatos participam de debates televisionados em nível regional, geralmente restritos às candidaturas popular e socialista.

### Eleição e nomeação

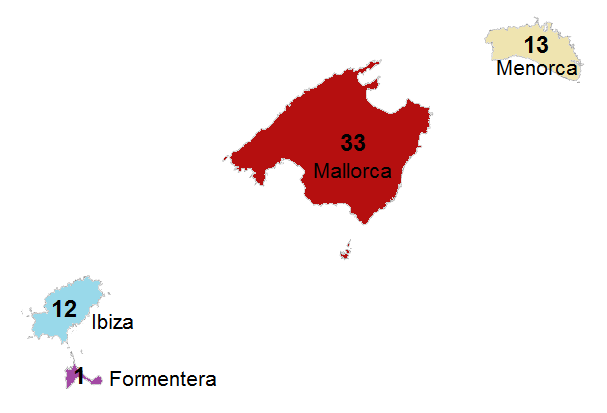
Mapa das Ilhas Baleares mostrando o número de deputados que correspondem a cada ilha; são requeridos 30 deputados para ser eleito presidente na votação de investidura.

Nas Ilhas Baleares, o presidente é eleito por sufrágio indireto. Os membros do Parlamento elegem oficialmente o presidente. Durante o último domingo de maio, o eleitorado de cada uma das circunscrições - que correspondem às quatro ilhas do arquipélago - seleciona os deputados por sufrágio universal, igual, livre, direto e secreto, através de um sistema de representação proporcional que visa garantir a representação adequada de todas as áreas do território. A cada ilha é atribuído um certo número de deputados, que os representarão no Parlamento.
Os deputados eleitos têm um máximo de trinta dias para se reunir após a eleição, em geral cerca de três semanas após a eleição, para eleger o presidente das Ilhas Baleares. Nenhum artigo do Estatuto ou lei autônoma exige que os deputados votem de acordo com o voto popular em seus respectivos círculos eleitorais, mas é raro que os deputados desconsiderem o voto popular e votem em alguém que não seja o candidato de seu partido, a menos que durante as três semanas anteriores à constituição da câmara legislativa os partidos cheguem a acordos pós-eleitorais. O Estatuto de Autonomia estabelece que os candidatos à presidência apresentem seu programa à câmara e os deputados elejam o candidato mais adequado para o cargo por maioria absoluta. Se esta maioria não for alcançada, a mesma proposta será submetida a uma nova votação 48 horas após a anterior e o presidente será eleito por maioria simples. O processo será repetido até que os Membros cheguem a um consenso; se sessenta dias após a primeira investida um Presidente ainda não tiver sido eleito, as eleições deverão ser novamente convocadas.
O mandato presidencial começa com a nomeação pelo Rei da Espanha do candidato escolhido pelo Parlamento entre seus membros, assim como com a posse do cargo. A data deste ato varia entre a segunda quinzena de junho e as primeiras semanas de julho, dependendo de quando ocorreu a votação de investidura. A posse é um evento no qual participam numerosas personalidades da política regional e nacional, assim como muitos apoiadores do presidente eleito. Há algum tempo ela é realizada na Llotja de Palma, localizada na mesma rua do Consulado do Mar, a sede da presidência.

## Término ou incapacidade

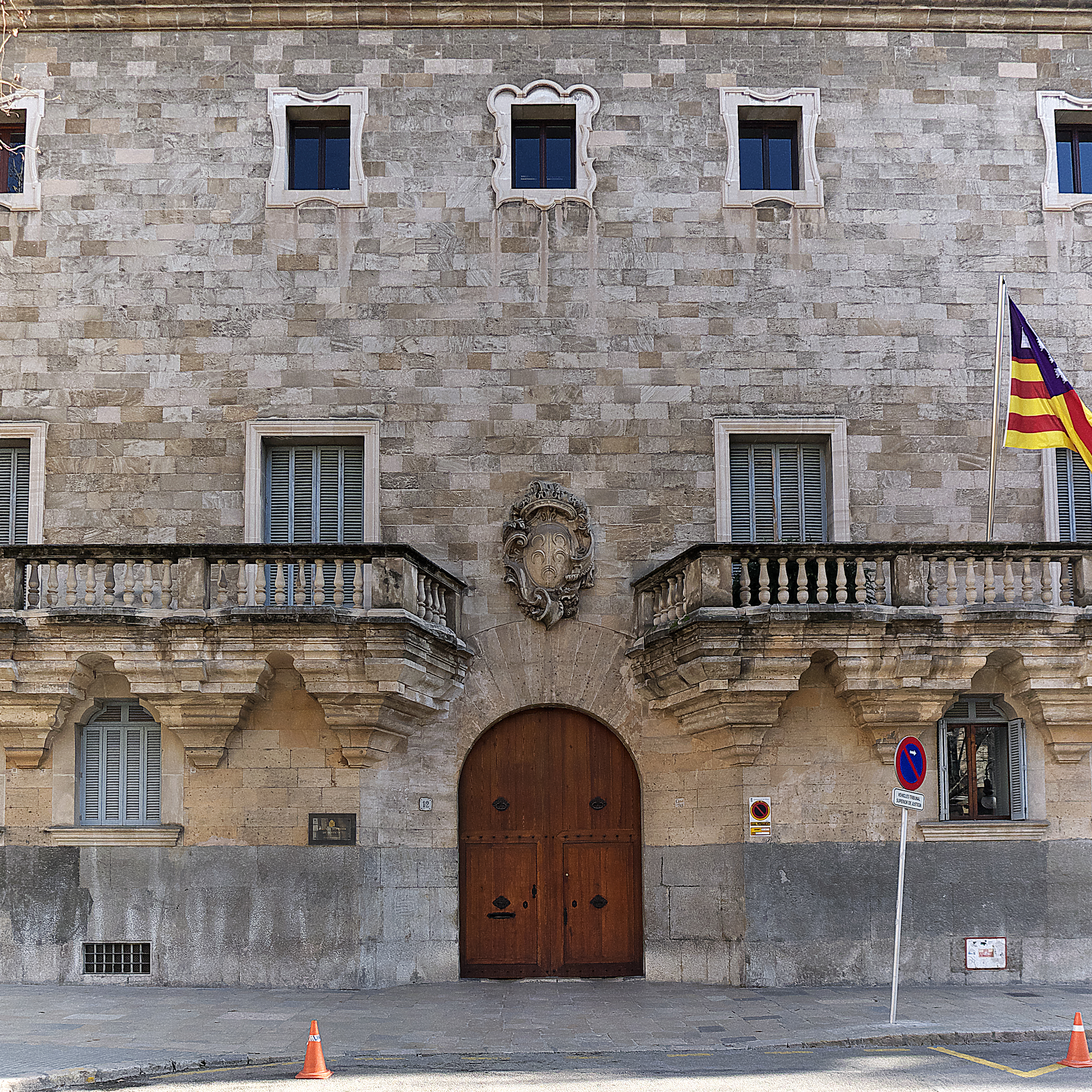
Sede do Tribunal Superior de Justiça das Ilhas Baleares

A presidência termina quando o período de quatro anos iniciado após as eleições regionais tenham sido concluídas e o mandato não seja renovado por sufrágio, mas pode ser vago a priori devido a várias circunstâncias, como: destituição, demissão ou incapacitação.
Quanto à destituição, a Seção 1 do Artigo 6 da Lei do Governo das Ilhas Baleares contempla que isto pode ocorrer por três razões. As duas primeiras foram mencionadas acima; a aprovação da moção de censura e a negação da moção de confiança. O terceiro caso ocorre quando os tribunais desqualificam o presidente de exercer o cargo. Até hoje, nenhum presidente foi afastado do cargo por qualquer uma destas razões, todos eles deixaram o cargo no final de seu mandato, exceto Cañellas e Soler, que se demitiram.
De acordo com a Seção 1D do Artigo 6 da Lei do Governo das Ilhas Baleares, o Consulado do Mar pode ficar vago com a renúncia do Presidente. Isto será feito quando o mais alto representante do arquipélago comunicar sua demissão por escrito ao Presidente do Parlamento. Em 2 de agosto de 1995, após saber de seu envolvimento no caso do Túnel de Sóller, o primeiro presidente da autonomia, Gabriel Cañellas, apresentou sua demissão. O mesmo faria seu sucessor dez meses depois, quando por sua atitude centrista, sua política linguística e demais aspectos de sua gestão que não coincidiam com os interesses do partido, ainda nas mãos do setor cañellista, renunciou. A demissão de Soler não foi uma decisão meramente pessoal; o setor Solerista era uma minoria no PP das Baleares, liderado pelos cañellistas e o vergeristas. As pressões internas do partido, às quais devem ser acrescentadas as recomendações do então presidente nacional, José María Aznar, para evitar essas dissidências internas, provocaram sua saída do governo.
O artigo 6 da Lei do Governo das Ilhas Baleares também inclui a vaga presidencial devido à incapacidade do titular. Esta incapacidade pode ser causada por uma indisposição física ou psicológica permanente que o impossibilite de ocupar o cargo. Além disso, a Seção 3 do mesmo artigo indica que, caso a incapacidade não seja evidente, como seria a morte do titular, ela deve ser avaliada de forma fundamentada pelo Conselho de Governo, por acordo de pelo menos três quintos de seus membros e proposta ao Parlamento, cujos deputados devem apoiá-la por maioria absoluta. O Título também menciona a incapacidade por motivos não relacionados à saúde do presidente; é a expulsão do presidente da câmara autônoma - já que o Estatuto de Autonomia estabelece como requisito essencial a posse de um assento no Parlamento das Ilhas Baleares - e a incompatibilidade, declarada e pública, do cargo de presidente com outras ocupações, como consta no artigo referente a elas.
O Estatuto de Autonomia especifica que o vice-presidente deve ser o sucessor presidencial no caso de uma vacância no cargo devido a morte, renúncia, desqualificação, destituição ou qualquer outra causa. Se tanto o cargo de presidente como o de vice-presidente estiverem vagos ou ocupados por pessoas inaptas para o cargo, o presidente do parlamento ocuparia o cargo de presidente em exercício. A linha de sucessão presidencial continua com o deputado regional mais antigo, seguido, por sua vez, por cada conselheiro das Baleares em uma ordem estabelecida, com precedência de critérios de antiguidade e idade, desde que atendam aos requisitos determinados para ser presidente.

## Salário e subsídios
Em 1983, o primeiro Parlamento das Ilhas Baleares concordou em pagar a Gabriel Cañellas um salário anual de 5.000.000 de pesetas - cerca de 30.000 euros- pelo exercício das funções de Presidente das Baleares. Foi um dos poucos postos autônomos com atribuição econômica, já que, por outro lado, os deputados não receberam nenhum salário até 1995, além dos complementos de insularidade e compensações pela participação em determinados atos. O salário do presidente tem sofrido aumentos sucessivos ao longo dos anos. Assim, em 1994, o salário era de 8.772.260 pesetas por ano - cerca de 53.000 euros - e um dos mais baixos da Espanha, somente à frente dos presidentes das Astúrias, Castela e Leão, Cantábria, Múrcia, Navarra e La Rioja. O salário atual foi aprovado durante a presidência de Francesc Antich e é de 65.704 euros por ano. Ao contrário do que acontece em outras comunidades autônomas como Catalunha, Estremadura ou Galiza, o presidente das Baleares não recebe nenhuma pensão ou privilégio além do tratamento vitalício de "Molt Honorable Senyor".
Desde 1978, com o maiorquino Jeroni Albertí na presidência do Conselho Geral Interinsular, o Consulado do Mar de Palma de Maiorca é a sede do poder executivo das Ilhas Baleares. Apesar do fato de que neste edifício no Passeio Sagrera acontecem as reuniões do Conselho de Governo, bem como muitos outros atos de natureza institucional, os presidentes nunca o utilizaram como residência privada. Ao contrário de outras autonomias, como a Andaluzia, Castela-Mancha ou o País Basco, onde os seus presidentes têm alojamento oficial por razões de segurança ou representatividade, Cañellas recusou-se a utilizar o Consulado do Mar para fins privados aquando da posse. Até agora, os presidentes subsequentes continuaram a residir em suas casas particulares.
Ao presidente é designado um veículo oficial e um motorista para seus deslocamentos. Tradicionalmente têm sido carros de alta gama ou segmento E. Entre os modelos utilizados pelos diferentes presidentes da autonomia estão o Audi 100, o Audi A6 ou o Volvo S80, entre outros.

## Estatísticas Presidenciais

### Nascimento
Todos os presidentes das Ilhas Baleares até agora nasceram ao longo do século XX, especificamente durante a ditadura de Franco (1939-1975). Cristòfol Soler, nascido em 26 de dezembro de 1956, foi quem chegou à presidência mais jovem, aos 38 anos, e Francina Armengol, quem chegou ao cargo mais velha (43 anos), tendo nascido em 11 de agosto de 1971. Entre os nascimentos de Gabriel Cañellas (1941) e Francina Armengol (1971), os futuros presidentes nasceram em todas as décadas exceto uma; nos anos sessenta do século XX. Francina Armengol também é a primeira mulher a assumir o cargo.
Dois presidentes nasceram em Palma de Maiorca, enquanto outros dois nasceram na cidade de Inca. Dois presidentes não nasceram no arquipélago; Francesc Antich nasceu em Caracas, a cidade para onde seus pais haviam emigrado, e José Ramón Bauzá nasceu em Madri, cidade de origem de sua mãe e onde seu pai, um militar de profissão, estava alocado. Embora não tenham nascido nas Ilhas Baleares, ambos vivem em um município das Baleares desde a infância e foram prefeitos na mesma: Antich em Algaida e Bauzá em Marratxí. Até agora nenhum presidente nasceu nas ilhas de Minorca, Ibiza ou Formentera.

### Formação

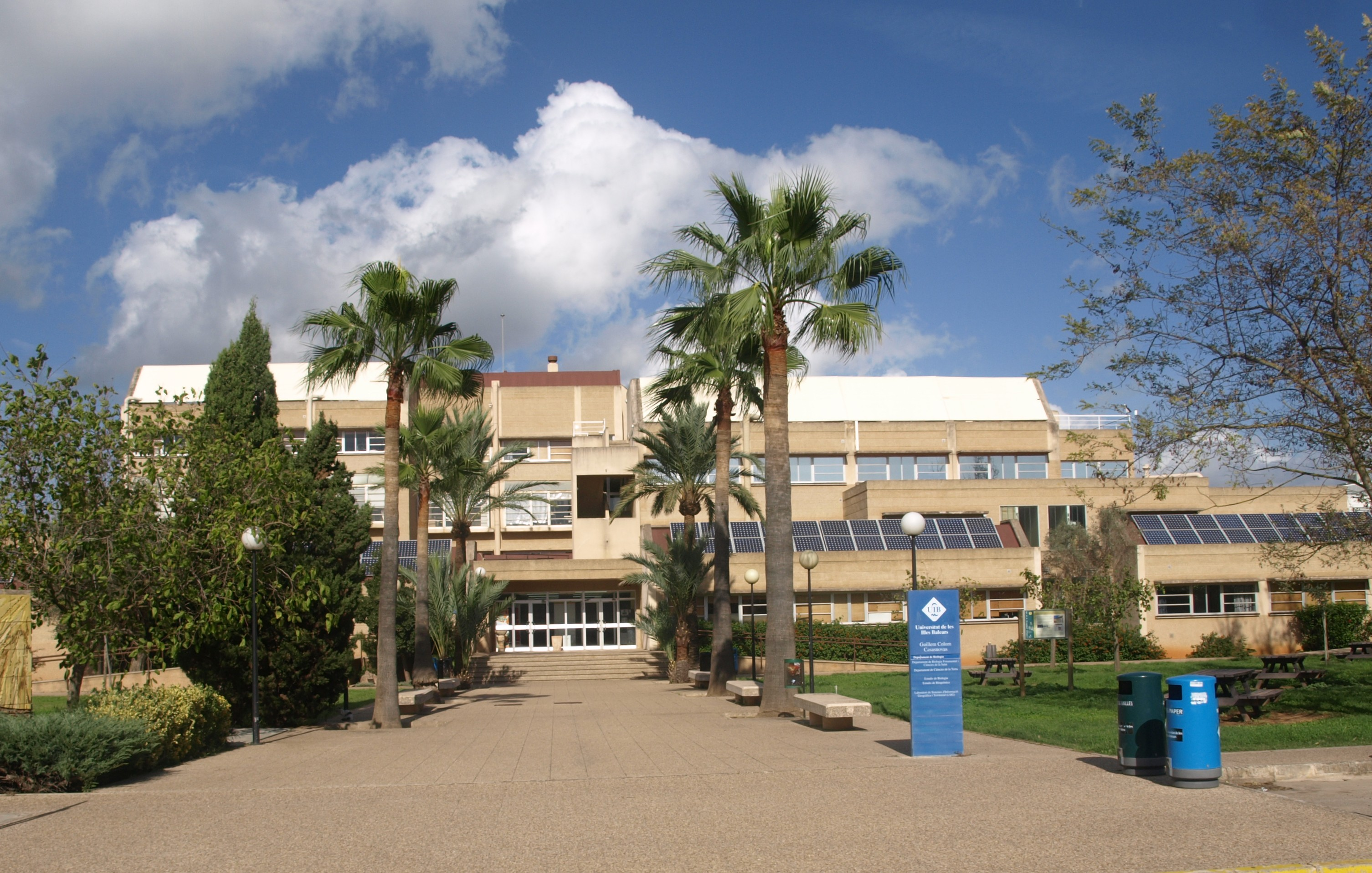
Edifício Guillem Colom no campus da UIB.

As seis pessoas que até o ano de 2025 passaram pela Presidência das Ilhas Baleares têm estudos universitários. A maioria deles estudou o nível superior na área de ciências sociais, com exceção de José Ramón Bauzá e Francina Armengol, que são formados em Farmácia. A graduação mais comum é o Direito (três presidentes), seguida por Economia e Farmácia (dois presidentes) e Administração de Empresas (um presidente). Os dois primeiros presidentes da autonomia, Gabriel Cañellas e Cristòfol Soler, estudaram duas graduações.
Francesc Antich foi o único presidente que estudou na Universidade das Ilhas Baleares. O restante dos presidentes estudou em outras universidades espanholas. Entretanto, deve ser notado que a universidade foi criada em 1978, portanto, alguns presidentes não poderiam ter estudado lá.

### Corrupção
Dois presidentes foram acusados em casos de corrupção; Gabriel Cañellas e Jaume Matas. O primeiro foi forçado a renunciar a poucas semanas de iniciar seu quarto mandato como presidente das Baleares, após ser acusado de prevaricação e suborno por seu envolvimento no caso Túnel de Sóller e na empresa financeira Brokerval, entre outros. Ele foi finalmente absolvido das acusações em 1997, quando o Tribunal Superior de Justiça das Ilhas Baleares decidiu que as ofensas haviam prescrito.
O caso de Matas foi diferente, pois suas ações foram descobertas após ele deixar o cargo. Em 2008 ele foi acusado como parte da investigação do caso Palma Arena pelos crimes de prevaricação, suborno, desvio de fundos, apropriação indevida, documentação falsa, tráfico de influência, lavagem de dinheiro, crimes fiscais e crimes eleitorais. Ele foi condenado a seis anos e dois meses de prisão em 2012, embora em julho de 2013 o Supremo Tribunal tenha reduzido a sentença para nove meses.